# 倉敷城
倉敷城（くらしきじょう）は、岡山県倉敷市本町（備中国窪屋郡倉敷村）にあった日本の城。倉敷山城（くらしきやまじょう）、小野城（おのじょう）、小野ヶ城（おのがじょう）とも呼ばれる。

## 概要
鶴形山の南麓にあった小丘（のちに城山、あるいは稲荷山と呼ばれる）にあったとされる城郭であり、伝承によると天慶（938年～947年）の藤原純友の乱の頃、征討使として西下した小野好古が拠点として築いたとされ、以降、中世末期まで小野氏の居城となった。小野城の名称はこれに因む。
1335年3月21日（建武2年2月26日）および3月23日（2月28日）、福山合戦の前哨戦といえる戦いがあり、小野浄智房が目代として荘・真壁の両氏等足利勢を備中福山城に攻めて敗れた。この時、倉敷城を拠点としていたとされる。
1493年（明応2年）、当時の城主小野好信が小野家の氏神として伏見稲荷神社を勧請、城山稲荷神社（城山稲荷大明神）とした。
江戸時代には倉敷村は大半の時代が江戸幕府領となっており、この頃には倉敷城は廃城となっていた。城のあった小丘（城山）には幕府代官の陣屋が建てられた（倉敷陣屋）。1746年（延享3年）には、倉敷陣屋が廃止され、倉敷城・陣屋のあった城山の南側に丘を取り込む形で倉敷代官所が建設され、倉敷代官による一帯の幕府領の支配の拠点となった。
なお、元倉敷城主の小野氏は、江戸期には倉敷村の庄屋を務めた。
版籍奉還後、廃藩置県により1868年（慶応4年）に倉敷代官所は倉敷県庁となったのち、1887年（明治20年）に倉敷紡績の事業所用地となり、翌年に倉敷城・陣屋のあった城山は切り崩されて平坦地となり、その遺構は消失した。城山稲荷神社は、向市場町（倉敷川畔付近）へ遷座した。
現在は同地は倉敷アイビースクエアとなっているが、その城郭・陣屋の遺構は確認できなく、代官所の遺構もわずかに残るのみである。なお、城山稲荷神社は現在、再移転され、アイビースクエア東側の土地に鎮座している。神社名も城山稲荷を残しており、唯一の倉敷城・城山の名残となっている。また、城山稲荷には白狐の化け物伝承がある。